# Get Closer
Singles de Valerie Dore
The Night
(1984) It's So Easy
(1985)
Get Closer est une chanson de Valerie Dore, sorti en single en 1985. Le titre s'est classé durant huit semaines dans les charts suisses, dont trois à la 11e place. En France, Get Closer reste treize semaines au Top 50, dont une à la 33e place. Il s'agira également du dernier titre de Valerie Dore à se classer dans le Top 50.

## Single 45 tours
| 1. | Get Closer (Vocal Version) | 4:06 |

| 1. | Get Closer (Instrumental Version) | 3:13 |

## Single Maxi 45 tours
| 1. | Get Closer (Vocal) | 6:00 |

| 1. | Get Closer (Instrumental) | 5:30 |

## Classement
| Classement (1984-85)         | Meilleure position |
| ---------------------------- | ------------------ |
| Allemagne (Media Control AG) | 12                 |
| France (SNEP)                | 33                 |
| Suisse (Schweizer Hitparade) | 11                 |
| Italie (FIMI)                | 32                 |